# 八幡神社 (さいたま市見沼区膝子)

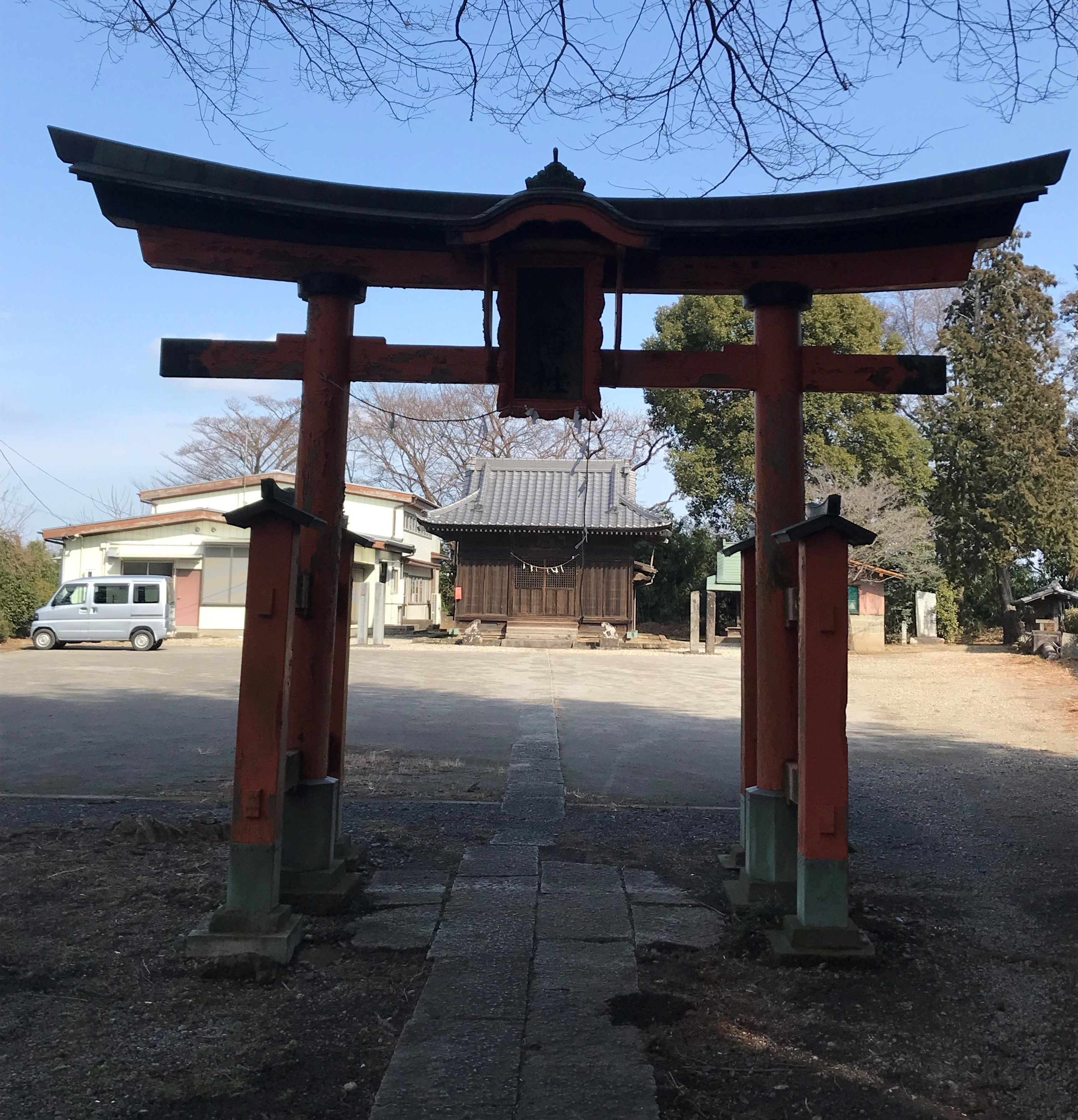
鳥居

八幡神社（はちまんじんじゃ）は、埼玉県さいたま市見沼区の神社。

## 歴史
1509年（永正6年）に創建された。満蔵寺が別当寺であった。満蔵寺の開山と同時に創建したという。
祭神は応神天皇で、神体は「馬に乗った八幡神」の像と伝えられている。
1873年（明治6年）、近代社格制度に基づく「村社」に列せられ、1907年（明治40年）の神社合祀により、周辺の神社が合祀された。

## 交通アクセス
- 路線バス七里第二団地停留所より徒歩16分。